# 相模原
相模原（さがみはら）は、神奈川県相模原市中央区にある町名である。郵便番号は252-0231。また、同市内のJR東日本横浜線相模原駅周辺の漠然とした地域名として用いることもある。

## 概要
JR横浜線相模原駅南口前を中心としてJR横浜線と国道16号の間に広がる区域であり、一丁目から八丁目からなる。1964年（昭和39年）5月1日に相模原市で最初に実施された住居表示実施により大字小山および大字清兵衛新田の各一部から成立した。
相模原駅周辺には銀行や企業の事務所などが集まり、市役所が所在する中央地区とともに相模原市の中心業務地区となっている。駅周辺には多くの飲食店が集積し、1970〜80年代には大型商業施設が2店舗（ダイエーおよび忠実屋）進出するなど、同市の中心商業地となっている。
1990年代以降に再開発が行われた相模大野や橋本の成長によってその地位は低下したものの、
相模原2丁目、同3丁目は暴力団排除条例に基づき暴力団排除特別強化地域に指定されている。
区域内には江戸時代末期の新田開発によって開かれた清兵衛新田への入植者の集落が含まれるが、現在は全域が市街地化して農地は消滅しており、農村的景観はほとんど失われている。国道16号に面した区画にはレジャー施設や釣り具店などのロードサイド店舗が多く進出している。在日米軍相模総合補給廠正面入口前の大通りに面し、通りを挟んで隣接する矢部一丁目にまたがる西門地区は、元は基地労働者向けの飲食店街として成立したが、現在では徒歩圏内の住民を相手とする日用品小売商店街となっている。駅や大通り、およびこれらの商業施設から離れた区画は住宅地となっている。

### 地価
住宅地の地価は、2023年（令和5年）1月1日の公示地価によれば、相模原2-20-4の地点で24万2000円/m2となっている。

## 相模原という地名
相模国高座郡の北部から中央部を占める台地上の原野は古くは相模野と呼ばれた。江戸時代には周辺農村の草刈り場として台地上に設定された入会地の総称として用いられ、地形について述べる際に用いられる「相模野台地」という呼称もこれによる。それに対して、相模原という呼称の使用例は比較的古い史料には見られないようである。住居表示以前の地籍図に記載されている小字名等を収録した『土地宝典』（1963年）には大字淵野辺およびここから分立した大字大沼に「相模原」という小字名が見られる。また、大字上溝の字戌四号 に含まれる区域の古い小字名として「相模原」と記載しているものがある。さらに「相模原軍都計画」に基づき1940年代に実施された区画整理事業以前の地図では、1889年（明治22年）の明治の大合併の際に溝村（1926年に町制施行し上溝町）に編入された旧田名村の飛び地 について「相模原」という小字名が記載されている。ただし、これらの「相模原」という地名がいつ頃から用いられていたかは明確ではない。
1930年代後半以降、現在の相模原市域への陸軍施設の進出が相次いだが、それらの中には相模原陸軍病院（1940年（昭和15年）の開設当初は原町田陸軍病院。在日米陸軍医療センターを経て現・グリーンホール相模大野ほか）などのように「相模原」を称するものがあった。1938年（昭和13年）に臨時東京第三陸軍病院（現・国立病院機構相模原病院）が開設されると、付近を通過する小田原急行電鉄（現小田急電鉄）が小田原線上にこの病院への下車駅となる相模原駅を開業した。ただし、これらはいずれも現在の相模原市南区の小田急線沿線に当たる。
相次ぐ陸軍施設の進出を背景にそれらの施設が集中する高座郡北部の上溝町、座間町ほか6村の合併による新都市建設への動きが活発化し、新自治体の呼称としてさまざまな候補の中から選ばれたのが「相模原」であった。これら2町6村の合併により1941年（昭和16年）4月29日に高座郡相模原町が発足した。1954年（昭和29年）11月20日に相模原市となる（旧座間町は1948年（昭和23年）に再分離し、現座間市）。相模原町発足に先立つ同年4月5日、省線横浜線上に相模原駅が開業した。この駅は軍都計画によって建設される新都市の中心駅として設定されたものである。省線相模原駅の開業にともない、同日、小田急線の相模原駅は小田急相模原駅と改称した。
省線（国鉄）相模原駅の開業後、駅前に市街地が徐々に形成されたが、特に1954年4月に町役場（現市役所）が現在地に移転し、同じ頃に神奈川中央交通の営業所が駅前に移転して市内各地へのバス路線のターミナルとなると市内の中心商業地として発展した。1964年（昭和39年）に相模原市で住居表示を実施するにあたって最初の事業対象区域として市役所周辺とともに相模原駅周辺が選ばれ、同年5月1日、大字清兵衛新田と大字小山の各一部から相模原一丁目〜相模原八丁目が編成された。

## 沿革
- 1889年（明治22年）4月1日 - 高座郡小山村、清兵衛新田が同郡橋本村、相原村と合併し高座郡相原村となる。
  - 旧小山村、清兵衛新田は相原村の大字小山、大字清兵衛新田となる。
- 1940年（昭和15年）12月 - 相模原都市建設区画整理事業起工。
- 1941年（昭和16年）4月5日 - 省線（現JR）横浜線相模原駅開業。
- 同年4月29日 - 2町6村の合併により高座郡相模原町発足。
  - 旧相原村大字小山、大字清兵衛新田は相模原町大字小山、大字清兵衛新田となる。
- 1954年（昭和29年）11月20日 - 市制施行により相模原市成立。
  - 相模原町大字小山、大字清兵衛新田は相模原市大字小山、大字清兵衛新田となる。
- 1964年（昭和39年）5月1日 - 住居表示の実施により大字小山、大字清兵衛新田の各一部より相模原一丁目から八丁目を新設。
  - 大字小山より
    - 字矢掛原の一部→相模原一丁目

  - 大字清兵衛新田より
    - 字矢懸の一部→相模原二丁目・八丁目
    - 字比丘口→相模原三丁目〜七丁目
- 2010年（平成22年）4月1日 - 相模原市の政令指定都市移行により同市中央区の町名となる。

## 世帯数と人口
2020年（令和2年）10月1日現在（国勢調査）の世帯数と人口（総務省調べ）は以下の通りである。
| 町名         | 世帯数     | 人口     |
| ------------ | ---------- | -------- |
| 相模原一丁目 | 936世帯    | 1,577人  |
| 相模原二丁目 | 1,692世帯  | 2,756人  |
| 相模原三丁目 | 1,630世帯  | 3,153人  |
| 相模原四丁目 | 2,290世帯  | 4,021人  |
| 相模原五丁目 | 1,684世帯  | 2,710人  |
| 相模原六丁目 | 1,608世帯  | 2,660人  |
| 相模原七丁目 | 542世帯    | 971人    |
| 相模原八丁目 | 585世帯    | 1,092人  |
| 計           | 10,967世帯 | 18,940人 |

### 人口の変遷
国勢調査による人口の推移。
| 年                 | 人口   |
| ------------------ | ------ |
| 1995年（平成7年）  | 10,672 |
| 2000年（平成12年） | 13,850 |
| 2005年（平成17年） | 14,996 |
| 2010年（平成22年） | 16,613 |
| 2015年（平成27年） | 16,842 |
| 2020年（令和2年）  | 18,940 |

### 世帯数の変遷
国勢調査による世帯数の推移。
| 年                 | 世帯数 |
| ------------------ | ------ |
| 1995年（平成7年）  | 5,227  |
| 2000年（平成12年） | 7,001  |
| 2005年（平成17年） | 7,849  |
| 2010年（平成22年） | 9,059  |
| 2015年（平成27年） | 9,475  |
| 2020年（令和2年）  | 10,967 |

## 学区
市立小・中学校に通う場合、学区は以下の通りとなる（2018年2月時点）。
| 町名         | 街区 | 小学校               | 中学校               |
| ------------ | ---- | -------------------- | -------------------- |
| 相模原一丁目 | 全域 | 相模原市立向陽小学校 | 相模原市立小山中学校 |
| 相模原二丁目 | 全域 | 相模原市立清新小学校 | 相模原市立清新中学校 |
| 相模原三丁目 | 全域 | 相模原市立清新小学校 | 相模原市立清新中学校 |
| 相模原四丁目 | 全域 | 相模原市立向陽小学校 | 相模原市立中央中学校 |
| 相模原五丁目 | 全域 | 相模原市立中央小学校 | 相模原市立中央中学校 |
| 相模原六丁目 | 全域 | 相模原市立中央小学校 | 相模原市立中央中学校 |
| 相模原七丁目 | 全域 | 相模原市立清新小学校 | 相模原市立清新中学校 |
| 相模原八丁目 | 全域 | 相模原市立清新小学校 | 相模原市立清新中学校 |

- なお、二から四丁目、七・八丁目はは指定変更許可区域

## 交通

### 鉄道
- 東日本旅客鉄道（JR東日本）

横浜線：相模原駅（一丁目）

### 道路・橋梁
- 国道16号（六丁目〜八丁目）

## 事業所
2021年（令和3年）現在の経済センサス調査による事業所数と従業員数は以下の通りである。
| 町名         | 事業所数  | 従業員数 |
| ------------ | --------- | -------- |
| 相模原一丁目 | 126事業所 | 1,352人  |
| 相模原二丁目 | 155事業所 | 1,576人  |
| 相模原三丁目 | 107事業所 | 1,772人  |
| 相模原四丁目 | 118事業所 | 2,179人  |
| 相模原五丁目 | 86事業所  | 1,067人  |
| 相模原六丁目 | 116事業所 | 730人    |
| 相模原七丁目 | 34事業所  | 303人    |
| 相模原八丁目 | 40事業所  | 334人    |
| 計           | 782事業所 | 9,313人  |

### 事業者数の変遷
経済センサスによる事業所数の推移。
| 年                 | 事業者数 |
| ------------------ | -------- |
| 2016年（平成28年） | 802      |
| 2021年（令和3年）  | 782      |

### 従業員数の変遷
経済センサスによる従業員数の推移。
| 年                 | 従業員数 |
| ------------------ | -------- |
| 2016年（平成28年） | 8,759    |
| 2021年（令和3年）  | 9,313    |

## 施設
行政
- 相模原市中央区役所相模原駅連絡所（セレオ相模原内）
- 相模原警察署相模原駅前交番（一丁目）

公園
- 清新児童遊園（二丁目）
- グリーンプラザさがみはら（四丁目〜六丁目）
  - 米軍相模総合補給廠西門前から延びる大通りの側道部分を公園として整備してあり、国道16号南側の市役所桜通りに続く桜並木は市の顔となっている。

保育園
- 相模原保育園（八丁目）

商業
- 「セレオ相模原」（相模原駅ビル、一丁目）
  - ライフ相模原駅ビル店
- 「相模原イッツ（its）」（相模原駅ビル、一丁目）
  - 成城石井相模原イッツ店
- イオンフードスタイル相模原店（三丁目）
- 西門商店街（六丁目）
- ヤマダデンキテックランド相模原店（八丁目）

銀行
- 横浜銀行相模原駅前支店（二丁目）
- 三菱UFJ銀行相模原支店・相模原中央支店・橋本支店（三丁目）
- きらぼし銀行相模原支店・相模原法人営業部（三丁目）
- スルガ銀行相模原支店（六丁目）

郵便局
- さがみ夢大通り郵便局（二丁目）
- 相模原四郵便局（四丁目）

ホテル
- 東横INNJR横浜線相模原駅前（四丁目）

レジャー施設
- 相模原パークレーンズ（ボウリング場、二丁目）
- 相模ファーストレーン（ボウリング場、八丁目）

病院
- 相模原伊藤病院（四丁目）

## その他
- 小田急相模原駅は相模原市の南部に位置し、JR横浜線相模原駅から直線距離で9kmほど離れている。住民の多くにとっては異なる生活圏に属し、2010年（平成22年）4月1日の政令指定都市移行後はJR相模原駅周辺が中央区に属するのに対して小田急相模原駅周辺は南区に属する。現在、小田急相模原駅周辺で「相模原」を称するものは国立病院機構相模原病院や米軍相模原住宅地区等のほかにはあまり見られず、相模原市の行政上では「相模台」の呼称を用いることが多い。一般にはオダサガ（「小田急相模原」の略）という呼称も広く用いられている。

### 日本郵便
- 郵便番号 : 252-0231[3]（集配局 : 相模原郵便局[19]）。